# Antonio Nieto Rivera
Antonio Nieto Rivera (Villafranca de Córdoba, 1951) es un profesor universitario español.

## Biografía
Siendo muy joven se trasladó a la ciudad de Sevilla, en la que ha vivido y reside. Es Licenciado en derecho por la Universidad de Sevilla, en la cual asimismo, en su Facultad de Derecho también ha sido profesor de Derecho Civil, que ha continuado en la Facultad de Ciencias Económicas y Empresariales. 
Ha desempeñado y desempeña puestos de relevancia política, entre los cuales destacan el de director general de Administración Local, director general de Cooperación Financiera con la entidades locales, ambos en la Junta de Andalucía, y el de Secretario General de la Federación Andaluza de Municipios y Provincias, del Consejero del Consejo Económico y Social de Andalucía y del Consejo Asesor de RTVA.